# Адґіліс Деда
Адґі́ліс Де́да («матір місця»; груз. ადგილის დედა) — богиня грузинської міфології — захисниця певної місцевості (селища, гори, ущелини, скелі, долини та інше).
За зовнішнім образом — гарна жінка зі срібними прикрасами. Піклується про жителів підвладної їй місцевості (в тому числі сторонніх). Ймовірно в давнину вона була також і богинею родючості і їй поклонялися по всій Грузії. З поширенням християнства культ Адґіліс Деда перетнувся з культом богоматері, звідси її ім'я — Божа матір місця або матір Божа. 
Згідно з повір'ям горців Східної Грузії, Адґіліс Деда — покровителька жінок, дітей, мисливців і корів.